# Hans Max Philipp von Beust
Hans Max Philipp Freiherr von Beust (* 25. Mai 1820 in Moderwitz; † 2. April 1889 auf Schloss Brand (Marktredwitz)) war Bergwerksdirektor und Gutsbesitzer. Er war zur Zeit des Bergbaubooms der 1850er Jahre Betriebs- und Fabrikdirektor in Ramsbeck.

## Leben und Wirken
Beust studierte ab 1841 Bergbau an der Bergakademie Freiberg und wurde dort Mitglied der Corps Montania und Franco-Montania. Als Senior seines zweiten Corps war er Sekundant bei einem tödlichen Pistolenduell. Deshalb wurde er relegiert und des Landes verwiesen.

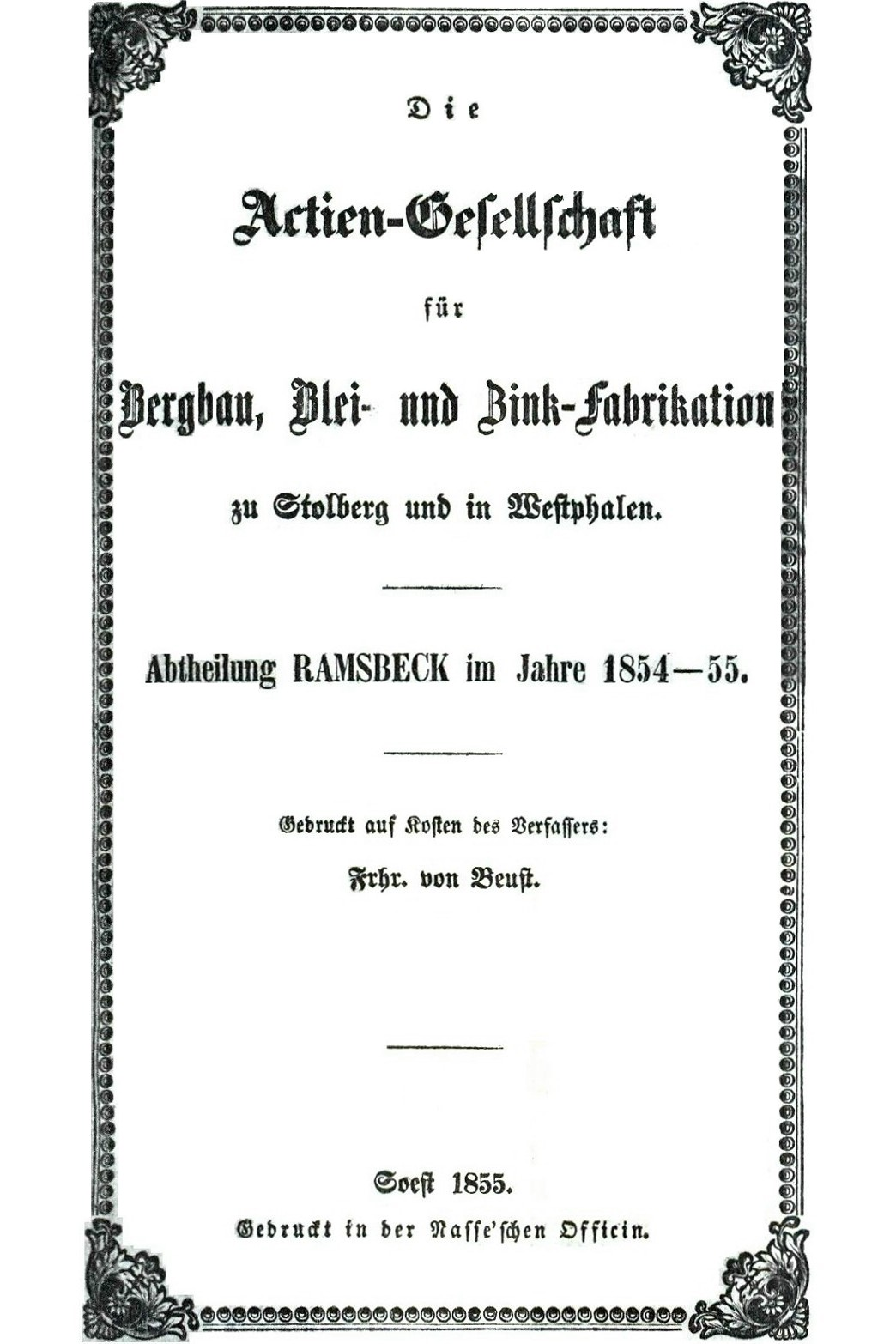
Abtheilung Ramsbeck im Jahre 1854–55

Eine Festschrift der Bergakademie zu Freiberg Zur Erinnerung an die Feier des einhundertjährigen Geburtstages Werner’s vom 25. September 1850 nennt v. Beust, Frhr., Phil. Max. aus Weimar: „Hüttenbeamter zu Barzelona“.
Hans Max Philipp Freiherr von Beust war Direktor des 1852 gegründeten Rheinisch-Westfälischen Bergwerkvereins in Ramsbeck. Am 1. Juli 1853 wurde er als Betriebs- und Fabrikdirektor von der Aktien-Gesellschaft für Bergbau, Blei- und Zinkfabrikation zu Stolberg und in Westphalen für die Dauer von 15 Jahren übernommen. Präsident der neuen Aktien-Gesellschaft war Andreas Köchlin, der Generaldirektor war Henry Marquis de Sassenay.
Das Unternehmen setzte sich zum Ziel, das Ramsbecker Bergrevier zur führenden Montanregion in Europa auszubauen und damit den Metallmarkt in Europa zu beherrschen. Man wollte eine jährliche Produktion von 15.000 Tonnen Blei und 22.000 Tonnen Zink erreichen. Die getätigten Investitionen waren enorm. Es fehlte eine auch nur annähernd brauchbare Kostenkalkulation. Die förderbaren Erzmengen reichten nicht aus, um die projektierten und teilweise im Bau befindlichen Aufbereitungs- und Hüttenanlagen auszulasten. Mehrfache und auch rechtzeitige Warnungen des Betriebsdirektors von Beust wurden nicht beachtet. Bald war das Aktien-Kapital verbraucht. Die Aktiengesellschaft brach am 29. März 1855 zusammen. Köchlin und de Sassenay wurden zum Rücktritt gezwungen. Am 11. Juni 1855 wurde Freiherr von Beust auf eigenen Antrag unter Gewährung einer Entschädigung entlassen.

Von 1864 bis 1884 wird er als Besitzer des Schlosses Brand bei Redwitz (Marktredwitz) genannt. Nach seinem Tod 1890 ebendort verkauft seine Tochter, Johanna von Voß, geborene Freiin von Beust, Schloss Brand an Albert Evan Edwin Reinhold Freiherr von Seckendorff, ihren späteren Schwager. Die Festschrift zum hundertjährigen Jubiläum der Königl. Sächs. Bergakademie zu Freiberg, am 30. Juli 1866 nennt Frhr. v. Beust, Phil. Max. aus Weimar: „war Bergwerksdirector, jetzt Rentier zu Altenburg.“
Am 29. März 1873 mutete (beantragte die Genehmigung zum Abbau) Hans Max Philipp von Beust die Zechen Naumann I und Naumann II (Stiftland Waldsassen). Nach seinem Tod verkaufte seine Witwe, Rosalie Freifrau von Beust, diese Zechen an die Königin Marienhütte AG in Cainsdorf.
Am 12. September 1845 heiratete er Emilie Auguste Rosalie von Kotsch (1827–1908), mit der er folgende Kinder hatte:
- Katharina Mercedes Cölestine Therese Marie Emilie Freiin v. Beust (* 18. Juni 1849)
- Marie Rosalie Margarethe Freiin v. Beust (* 30. September 1853 in Ramsbeck/Westf.; † 23. Juni 1934 in Fuchsmühl) ⚭ 1875 Ludwig Freiherr von Zoller († 1906)
- Marie Emilie Antonie Johanna Freiin v. Beust (* 24. Dezember 1854 in Ramsbeck/Westf.)
- Frederike Thekla Melanie Marie Frein v. Beust (* 5. Dezember 1864 in Altenburg) ⚭ 1881 Gustav Ebenauer

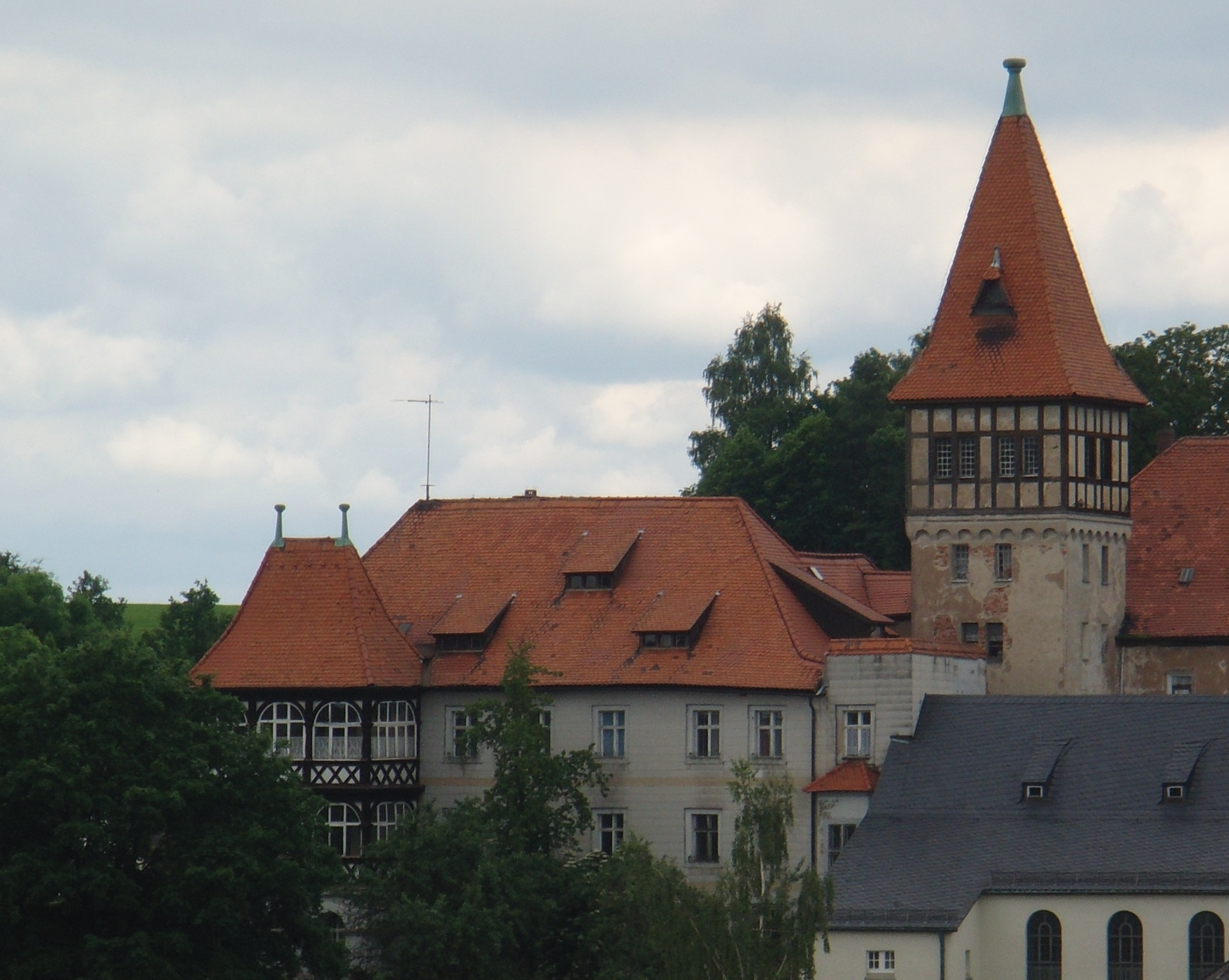
Schloss Brand bei Marktredwitz

## Werke
- Die Actien-Gesellschaft für Bergbau, Blei- und Zinkfabrikation zu Stolberg und in Westphalen Abtheilung Ramsbeck im Jahre 1854–55. Soest 1855.